# Euryparasitus tragardhi
Euryparasitus tragardhi är en spindeldjursart som beskrevs av Bregetova 1977. Euryparasitus tragardhi ingår i släktet Euryparasitus och familjen Ologamasidae. Inga underarter finns listade i Catalogue of Life.